# Нембро
Нѐмбро (на италиански: Nembro, на източноломбардски: Nèmber, Нембер) е град и община в Северна Италия, провинция Бергамо, регион Ломбардия. Разположен е на 317 m надморска височина. Населението на общината е 11 636 души (към 2013 г.).